# I diavoli n. 2
I diavoli n. 2 (Blue Blood) è un film del 1974 diretto da Andrew Sinclair.
Il soggetto è tratto dal romanzo The Carry-Cot di Alexander Thynne.

## Trama
La giovane tedesca Beate Krug, reduce da cure psichiatriche, giunge al castello di Lord Gregory Landsbury per fare da governante ai suoi due figli.
Nel palazzo la Krug trova una strana situazione: Lady Lily, famosa cantante, è sempre assente a causa delle sue tournée; Lord Gregory trascorre il suo tempo con l'amante Carlotta e la cura della casa è affidata al maggiordomo Tom che, in realtà, sembra essere il padrone di tutto e di tutti.
Rientrata da una tournée, Lily scopre con orrore dei segni di sevizie sui corpicini dei figli Edgar e Katia. Beate tende ad accusare Tom, il quale scarica ogni responsabilità sulla governante che viene licenziata.
La tedesca, dopo una serie di incubi demoniaci, si allontana lasciando il campo completamente sgombro al maggiordomo Tom.

## Distribuzione
Girato nel 1973, il film non uscì nei cinema della Gran Bretagna fino al 1975.
I distributori italiani diedero al film il titolo I diavoli n. 2 nella speranza di sfruttare il grande successo del film I diavoli sempre interpretato da Oliver Reed.
In Italia il film è uscito in VHS e DVD con il titolo I diavoli n. 2 - Aristocrazia immorale.

## Curiosità
Longleat House, il luogo dove il film è stato girato, è la dimora del marchese di Bath, il quale è l'autore, dietro lo pseudonimo di Alexander Thynne, del romanzo da cui è tratto il film.